# Marian Knast

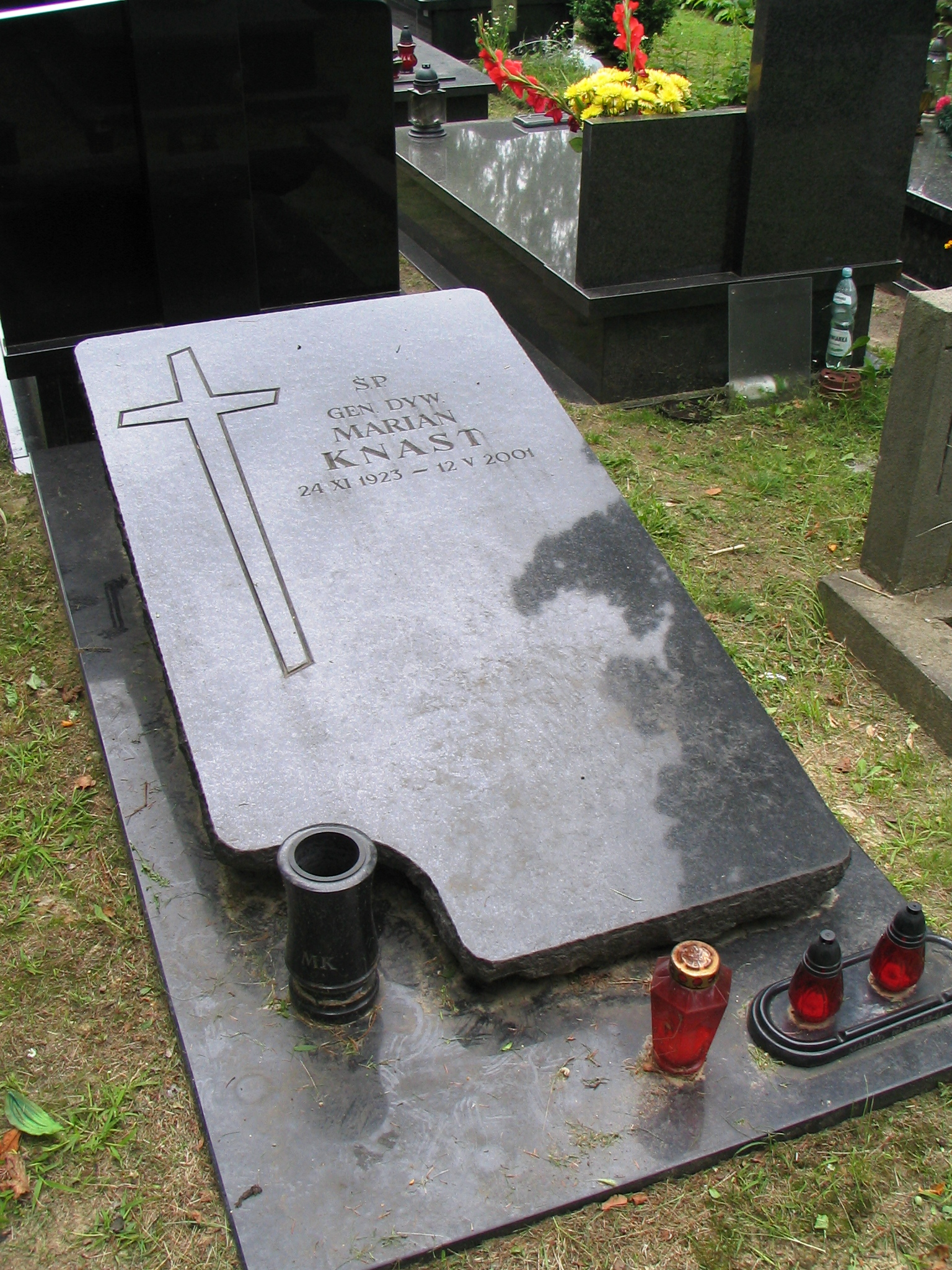
Grób gen. Mariana Knasta na Cmentarzu Wojskowym na Powązkach, Warszawa 23 lipca 2008

Marian Knast (ur. 24 listopada 1923 w Dąbiu nad Nerem, zm. 12 maja 2001 w Warszawie) – polski wojskowy, oficer pionu kwatermistrzostwa, generał dywizji Ludowego Wojska Polskiego, szef Głównej Kontroli Wojskowej (1982–1988).

## Przebieg służby
Syn Franciszka, felczera weterynarii i Stefanii z Ropelskich. Do 1939 uczył się w Państwowym Gimnazjum nr 35 w Łęczycy. Wiosną 1940 roku, zagrożony wywiezieniem na roboty przymusowe do Niemiec, uciekł do Generalnej Guberni, ukrywając się u krewnych w Koluszkach i Radomsku. Pod koniec 1940, w związku z chorobą ojca powrócił do domu rodzinnego i rozpoczął pracę jako ekspedient w składzie żelaza firmy Adolf Woltman. W lutym 1945 został przewodniczącym Zarządu Miejskiego Związku Walki Młodych w Dąbiu, a w marcu 1945 został członkiem PPR. W kwietniu 1945 został wcielony jako szeregowy do ludowego Wojska Polskiego i rozpoczął służbę w 6 zapasowym pułku piechoty w Chełmnie. W maju 1945 skierowany do Oficerskiej Szkoły Piechoty nr 3 w Inowrocławiu, a następnie przeniesiony do Oficerskiej Szkoły Intendentury. Szkołę ukończył w sierpniu 1946 roku i został promowany na stopień chorążego intendentury.
Po promocji rozpoczął służbę na stanowisku płatnika w sztabie 2 Warszawskiej Dywizji Piechoty w Kielcach. Od maja 1947 został oficerem finansowym w 4 Pułku Piechoty w Krakowie, awansując w 1948 roku do stopnia podporucznika. Od listopada 1948 starszy pomocnik kierownika sekcji Wydziału Finansowego Kwatermistrzostwa Lubelskiego Okręgu Wojskowego. W 1949 ukończył kurs w Wyższej Szkole Piechoty w Rembertowie.
W latach 1949–1952 studiował Wojskowej Akademii Tyłów i Transportu im. Mołotowa w Leningradzie, którą ukończył w oceną dobrą. Po powrocie do kraju był kolejno szefem wydziału wyszkolenia Oddziału Organizacyjnego Kwatermistrzostwa Okręgu Wojskowego nr V w Krakowie (1952–1953), szefem wydziału organizacji i planowania w sztabie Okręgu Wojskowego nr V (1953–1954), szefem wydziału organizacyjnego Oddziału I Sztabu Tyłów WP w Warszawie (1954–1955), szefem Oddziału Organizacyjnego Sztabu Tyłów WP (1955–1958). Od 1958 był zastępcą szefa sztabu Głównego Kwatermistrzostwa WP, a od 1961 szefem sztabu Kwatermistrzostwa Śląskiego Okręgu Wojskowego we Wrocławiu. W latach 1964–1966 był szefem Zespołu Planowania Operacyjno - Obronnego Działu Planowania i Ekonomiki Komitetu Obrony Kraju w Zarządzie III Operacyjnym OTK Sztabu Generalnego WP. Od kwietnia 1966 kwatermistrz - zastępca dowódcy Pomorskiego Okręgu Wojskowego. Od lipca 1967 zastępca głównego inspektora planowania i techniki ds. planowania i ekonomiki.
W październiku 1967 awansowany przez Radę Państwa PRL do stopnia generała brygady. Nominację wręczył mu przewodniczący Rady Państwa PRL Edward Ochab. Po przekształceniu struktury Głównego Inspektoratu Techniki w 1974, był w latach 1974–1977 zastępcą Głównego Inspektora Techniki WP – szefem zamówień i dostaw techniki wojskowej i przemysłu elektronicznego. W 1970 roku ukończył Kurs Operacyjno - Strategiczny w Akademii Sztabu Generalnego Sił Zbrojnych ZSRR im. Klimenta Woroszyłowa w Moskwie. W październiku 1978 awansowany do stopnia generała dywizji. Nominację wręczył mu przewodniczący Rady Państwa PRL prof. Henryk Jabłoński.
W latach 1977–1982 był dyrektorem generalnym Komisji Planowania przy Radzie Ministrów PRL. Z kolei w latach 1982–1988 był szefem Głównej Kontroli Wojskowej. Uczestniczył w pracach Państwowej Rady Gospodarki Materiałowej i Prezydium Rady MON ds. Naukowo-Technicznych. Przez kilka lat kierował Państwową Komisją Cen Uzbrojenia i Komisją Antyimportową resortu MON. Od 1989 w stanie spoczynku (na mocy rozkazu personalnego MON z grudnia 1988 roku).
Pochowany 5 czerwca 2001 roku na Cmentarzu Wojskowym na Powązkach w Warszawie (kwatera EII-7-6). W pogrzebie uczestniczył były prezydent RP gen. armii Wojciech Jaruzelski.

## Awanse
- podporucznik – 1948
- porucznik – 1949
- kapitan – 1952
- major – 1955
- podpułkownik – 1958
- pułkownik – 1963
- generał brygady – 1967
- generał dywizji – 1978

## Odznaczenia
- Krzyż Komandorski Orderu Odrodzenia Polski (1973)
- Order Sztandaru Pracy I klasy
- Order Sztandaru Pracy II klasy (1968)
- Srebrny Krzyż Zasługi (1957)
- Brązowy Krzyż Zasługi (1946)
- Medal 10-lecia Polski Ludowej (1955)
- Medal 30-lecia Polski Ludowej (1974)
- Medal 40-lecia Polski Ludowej (1984)
- Złoty Medal „Siły Zbrojne w Służbie Ojczyzny” (1968)
- Srebrny Medal „Siły Zbrojne w Służbie Ojczyzny” (1956)
- Złoty Medal „Za Zasługi dla Obronności Kraju”
- Srebrny Medal „Za Zasługi dla Obronności Kraju” (1968)
- Brązowy Medal „Za Zasługi dla Obronności Kraju”
- Medal Komisji Edukacji Narodowej (1976)
- Medal im. Ludwika Waryńskiego (1988)[2]
- Order Czerwonego Sztandaru (ZSRR, 1968)
- Order Czerwonej Gwiazdy (ČSSR, 1971)[3]
- Medal „Za Umacnianie Przyjaźni Sił Zbrojnych” III stopnia (ČSSR, 1970)

## Publikacje
- M. Knast, Niektóre zadania gospodarki wojskowej w świetle uchwały VI Zjazdu PZPR /w/ Wojskowy Przegląd Ekonomiczny, 1972, nr 1, s. 5–14;
- M. Knast, Problemy planowania gospodarczo-obronnego /w/ Myśl Wojskowa 1971, nr 5, s. 13–19.